# Carl Ferdinand Peters
Carl Ferdinand Peters [pétərs], nemški geolog, * 13. avgust 1825, Libčeves, Češka, 7. november 1881, Gradec. 
Iz medicine je doktoriral 1848 na dunajski Univerzi, vendar se je posvetil geologiji. Od 1852 je delal na geološkem zavodu na Dunaju in 1854 postal docent za petrografijo in paleontologijo na univerzi. V letih 1855−1861 je bil profesor mineralogije na Univerzi v Budimpešti, od 1864 spet na Dunaju, nato pa profesor za mineralogijo in geologijo v Gradcu, kjer je ostal do smrti. Izdelal je geološke zemljevide južne Koroške, Gorenjske in Goriške, poznal pa je tudi druge dele slovenskega ozemlja. Raziskal je zvezo med geološko zgradbo ter mineralnimi vodami Laškega, Rimskih Toplic in Rogaške Slatine in opisal nekatere fosile iz Julijskih Alp.